# 加守田太郎
加守田 太郎（かもだ たろう、1963年（昭和38年）5月16日 - ）は、日本の栃木県芳賀郡益子町の「益子焼」の陶芸家。
「異才・鬼才の陶芸家」と謳われた陶芸家・加守田章二の長男である。

## 経歴
1963年（昭和38年）5月16日、父・加守田章二と母・昌子の長男として生まれる。
世間からは天才鬼才の名をほしいままにしていた加守田章二であったが、太郎にとっての父・章二は、良き父であった。
1983年（昭和58年）、父・加守田章二が早世した19歳の時には東京の音響関係の専門学校に進学していたが「自分が帰らなければ」と益子に帰郷し、1985年（昭和60年）、加守田窯を継いだ。
母・昌子が「何十年ぶりか」で轆轤を引き、太郎が自分の気に入ったようにデザインし模様を付けていく。父親である章二から「陶芸を全く教わってなかった」加守田太郎の、本格的な陶芸家修行はこうして始まった。
陶芸家になるつもりもなく、陶芸にも興味がなく、幼い頃は父の仕事場で粘土を投げて遊んでいた。父の個展に行ったこともなかった。父が亡くなった後に回顧展を観て、ようやく父の仕事に触れた。
母・昌子から「基本は「筒」だから」と言われたので最初は筒ばかりを作っていった。そして次は自分好みのデザインの陶板を練習のつもりで何枚も作った。そしたら東京の南青山のギャラリーからいきなり個展の話が舞い込み、1986年（昭和61年）、陶板ばかりの初個展を開いた。
父・章二が遺した遠野の土や、緑、青、黒の釉薬を使いながら、新しい赤色を織り交ぜ、幾何学模様を取り入れたシャープでモダンな様々な図柄を試しながら付けていく。そして敢えて轆轤を使わずに手びねりで器を成形していく父・章二の手法を受け継いだ。
父・章二から薫陶を受けなかったが、それでも時折「父のやり方」がわかることがあり、父は「自分の好きなもの」を作っていたのだ、と感じるようになった。それならば「自分も好きなものを作ればいいんだ」と思うようになっていった。父と比べられることでさえも、自然体で受け流し、気負いなく淡々と、それでいて楽しそうに陶作活動を続け、「加守田太郎なりの、自分なりの作品」を作り上げていった。

## 家族
父親は「異才の陶芸家」と呼ばれた加守田章二。

母親は父・章二の「塚本製陶所」時代の同僚で、加守田太郎の実質的な師匠である加守田昌子。
弟に画家であり紙塑人形作家であり工芸や彫塑も手掛ける加守田次郎と、半農半陶の陶芸家である高根沢三郎（加守田三郎）。
妻は「濱田庄司由来の酵母」を使った益子町の移動式パン屋 「泉's Bakery」店主であり、「益子陶器市」や「土祭」などの益子町のイベントに参加している加守田泉。娘に加守田琳がいる。

### 加守田章二関連文献
- 加守田章二 著、青木宏 編『加守田章二展　1986』栃木県立美術館、1986年、207頁。 NCID BA66527627。国立国会図書館サーチ：R100000002-I000001836977。
- 加守田章二 著、青木宏,益子町文化のまちづくり実行委員会 編『20世紀陶芸の神話 加守田章二展　第1章 土の生命を求めて 1959 - 1969』益子町文化のまちづくり実行委員会、1999年10月2日、77頁。 NCID BA54442720。国立国会図書館サーチ：R100000001-I09111100730987, R100000001-I17111100001490661, R100000001-I13111107955637。
- 加守田章二 著、川北裕子,横堀聡 編『加守田章二　天極をさす 図録』益子町文化のまちづくり実行委員会、2021年3月7日、191頁。 NCID BC0694682X。国立国会図書館サーチ：R100000001-I09111102470195, R100000001-I17111100001499462。